# Бит-пазар у Скопљу
Бит-пазар у Скопљу је пијаца која се налази на северном крају Старе скопске чаршије у Северној Македонији.

## Етимологија
Назив бит-пазар потиче од турских речи бит (тур. bit; вашка) и пазар (тур. pazar; пијаца). Иако у буквалном преводу назив ове пијаце значи бувља (вашја) пијаца, ова пијаца је највећа пијаца у Скопљу и на њој се продају и прехрамбене намирнице.

## Историја
На месту на коме се налази ова пијаца данас, некада се налазио средњовековни Доленград, тачно на месту где се налазила манастирска ливада. У средњем веку, простор пијаце је био ван бедеме Доленграда, у непосредној близини северне порте, која је водила ка „Царском путу”. У првим вековима османске владавине, бедеми су срушени.
Задржана традиција да се тамо купује уторком и петком, али ипак због повећане потребе грађана, пијаца ради сваки дан.